# Parc national de Cangandala
Le parc national de Cangandala (ou Kangandala) est un parc national de la province de Malanje en Angola, créé originellement pour protéger l'hippotrague noir géant, communément appelé Palanca Negra dans le pays.